# Sylvio Lazzari

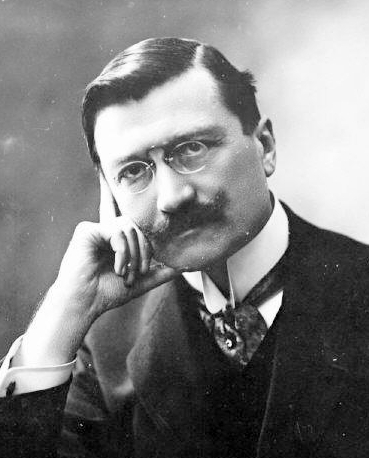
Sylvio Lazzari.

Sylvio Lazzari, född 30 december 1857 i Bozen, död 18 juni 1944 i Paris, var en österrikisk tonsättare, verksam i Frankrike.
Lazzari blev juris doktor 1882, studerade därefter i Paris komposition för Ernest Guiraud och César Franck samt verkade för Richard Wagners erkännande bland fransmännen. 
Lazzari komponerade operorna Armor (1898) och L'ensorcele (1903), de symfoniska dikterna Ophélia och Effet de nuit med flera orkesterstycken, kammarmusikverk,
pianosaker, körer, duetter och sånger.